# Levisquilla jurichi
Levisquilla jurichi is een bidsprinkhaankreeftensoort uit de familie van de Squillidae. De wetenschappelijke naam van de soort is voor het eerst geldig gepubliceerd in 1979 door Makarov.